# Viva Querétaro
Viva Querétaro es el himno oficial del Estado de Querétaro, en México. Fue creado en el 2014 por José Maldonado y Luis Olvera Montaño debido a la convocatoria para la creación de la letra y música del Himno del Estado de Querétaro. Se presentaron 29 composiciones en la misma.

## Letra
Autor: Luis Olvera Montaño

Música: José Maldonado
Coro: Niños y Niñas del Querétaro
Banda: Banda de Estado del Querétaro
Gober.: Mauricio Kuri González
Querétaro, hacia el progreso, hacia el triunfo, hacia el honor;
Querétaro, tenemos fe en tu grandioso porvenir.
Querétaro, unidos todos trabajamos para ti;
El futuro está en nuestras manos para hacer esta tierra feliz.
En la paz tu tendrás, progreso y bienestar, 
Unidad, hermandad para todos por igual 
Querétaro, rica herencia de cultura y tradición;
Querétaro, surgió tu historia bajo el Sol del Sangremal.
Querétaro, aquí nació la independencia nacional;
En tu suelo murió el Imperio, y se firmó nuestro pacto federal.
Estrofa:
Tierra fiel a nuestra gran Nación, además de tu 
Nobleza y patriotismo son tu honor 
Siempre serás, tesoro de identidad 
Baluarte firme de México de su libertad 
Coro:
Querétaro, hacia el progreso, hacia el triunfo, hacia el honor;
Querétaro, tenemos fe en tu grandioso porvenir.
Querétaro, unidos todos trabajamos para ti;
El futuro está en nuestras manos para hacer esta tierra feliz.